# Saare (Lääneranna)
Saare is een plaats in de Estlandse gemeente Lääneranna, provincie Pärnumaa. De plaats heeft de status van dorp (Estisch: küla).
Tot in oktober 2017 behoorde Saare tot de gemeente Varbla. In die maand ging Varbla op in de fusiegemeente Lääneranna.

## Bevolking
De ontwikkeling van het aantal inwoners blijkt uit het volgende staatje:
| Jaar            | 2011 | 2017 | 2019 | 2020 | 2021 |
| --------------- | ---- | ---- | ---- | ---- | ---- |
| Aantal inwoners | 8    | 18   | 12   | 12   | 16   |

## Ligging
De plaats ligt aan de Baai van Vaiste (Estisch: Vaiste lõpp of Vaiste laht), een inham van de Oostzee. De rivier Kolga loopt door Saare en komt op de grens van de plaatsen Saare en Vaiste in de Baai van Vaiste uit.

## Geschiedenis
Saare werd in 1726 voor het eerst genoemd onder de namen Sare Hannus en Sare Michel, twee boerderijen op het landgoed van Alt-Werpel (Vana-Varbla, dat sinds 1939 Varbla heet). In 1797 werd het landgoed Saulep (Saulepi) van Alt-Werpel afgesplitst. Saare ging mee. In 1798 heette het plaatsje Sare en in 1871 Saare. In elk geval in 1871 had het de status van dorp.
Tussen 1977 en 1997 maakte Saare deel uit van het buurdorp Vaiste.